# Шахвердиев, Эхтирам Этибар оглы
Эхтирам Этибар оглы Шахвердиев (азерб. Şahverdiyev Ehtiram Etibar oğlu; 1 октября 1996, Баку, Азербайджан) — азербайджанский футболист, полузащитник клуба «Кяпаз».

## Биография
Эхтирам Шахвердиев родился 1 октября 1996 года в Баку. С 2003 по 2013 год получал среднее образование в средних школах Баку № 159 (1-3 классы), № 13 (с 3 по 7 классы) и № 2 (с 8 по 11 классы). Футболом начал заниматься в возрасте 11 лет в ФК «Техсил» под руководством Рашада Алиева. В 2008 году перешел в ФК «Худаферин», где его наставником был Эльбрус Рзаев.
С  14 лет являлся воспитанником футбольной академии ФК «Габала».

## Карьера
Дебютировал в основном составе клуба «Габала» 23 апреля 2016 года в матче XXXI тура Премьер-Лиги Азербайджана против команды «Хазар-Ленкорань». Вышел на замену на 82-й минуте матча.
Выступал также за дублирующий состав команды, став её лучшим бомбардиром в сезоне 2015/16 годов с 17 забитыми голами.
В январе 2017 года перешел в ФК «Сумгаит», с которым подписал контракт на 2,5 года. Выступал в клубе под № 77.
Выступал за «Туран». 7 июля 2023 года расторг контракт с клубом.
12 июля 2023 года перешёл в «Кяпаз». 12 июля 2024 года продлил соглашение с «Кяпазом» по системе 1+1.
Статистика выступлений в чемпионате Азербайджана по сезонам:
| № | Сезон       | Клуб      | Игр | В запасе | Голов |
| - | ----------- | --------- | --- | -------- | ----- |
| 1 | 2015 / 2016 | «Габала»  | 1   | 4        | 0     |
| 2 | 2016 / 2017 | «Габала»  | 0   | 0        | 0     |
| 3 | 2016 / 2017 | «Сумгаит» | 8   | 6        | 0     |

Статистика выступлений в Кубке Азербайджана по сезонам:
| № | Сезон       | Клуб     | Игр | В запасе | Голов |
| - | ----------- | -------- | --- | -------- | ----- |
| 1 | 2015 / 2016 | «Габала» | 1   | 1        | 0     |

## Сборная Азербайджана

### U-21
Дебютировал в составе молодёжной сборной Азербайджана 7 октября 2016 года в квалификационном матче группового раунда чемпионата Европы со сборной Финляндии. Вышел на замену на 74 минуте.

## Лига Европы УЕФА
Был включен в заявочный лист ФК «Габала» для участия в Лиге Европы УЕФА сезона 2016/17 годов.

## Достижения
- Лучший бомбардир лиги U-17 сезона 2012/13 годов (44 гола)[11]
- В сезоне 2015/16 стал лучшим снайпером чемпионата Азербайджана среди дублирующих составов команд Премьер-лиги[12]